# Bulbinella rossii
Bulbinella rossii je vytrvalá bylina z čeledi asfodelovité (Asphodelaceae), rostoucí na Novozélandských subantarktických ostrovech. Rostlina je anglicky nazývána Ross Lily (Rossova lilie). Jméno získala po polárníkovi, kapitánovi Jamesovi Clarkovi Rossovi. Na ostrovech roste ve všech nadmořských výškách (nejvyšší bod ostrovů dosahuje 569 m n. m.). Na ostrovech se jedná o rozšířený druh, přestože dříve jí hrozilo vyhynutí kvůli hospodářským zvířatům, která byla na těchto ostrovech úmyslně vysazena. Dnes je chráněná a její sběr je zakázán. Pro svůj život potřebuje specifické klimatické podmínky, které na ostrovech panují. Jsou jimi přiměřené vlhko, málo slunečního svitu a teplota, která málokdy vystoupí z rozmezí 0°C až 15 °C. V příznivějším podnebí se jí nedaří.

## Popis
Dorůstá až do výšky jednoho metru (i s květy). Její listy jsou tmavě zelené, 60 až 100 cm dlouhé, na šířku mají do 10 cm. Listy vyrůstají z jediného místa uprostřed rostliny (v podobném stylu jako cykasy). Květenství tvoří jednu velkou žlutou palici ve tvaru šišky, sestávající z mnoha drobných žlutých kvítků se šesti okvětními listy. Po odkvětu se na květním stvolu tvoří centimetr dlouhé tobolky s tmavě hnědými, okřídlenými semeny. Kvete od října do ledna. Semena z rostliny vypadávají od prosince do března.